# 聖米格爾 (加利福尼亞州聖路易斯-奧比斯保縣)
聖米格爾（英語：San Miguel）是位於美國加利福尼亞州聖路易斯-奧比斯保縣的一個人口普查指定地區。

## 地理
聖米格爾的座標為35°04′55″N 120°41′43″W / 35.08194°N 120.69528°W，而該地最高點為海拔高度194米（即636英尺）。

## 人口
根據2010年美國人口普查的數據，聖米格爾的面積為4.416平方千米，均為陸地。當地共有人口2336人，而人口密度為每平方千米528人。